# ۳ گاوران
۳ گاوران یک ستاره است که در صورت فلکی گاوران قرار دارد.